# گردهمایی زمستانی ستاره
گردهمایی زمستانی ستاره یک گردهمایی سالانه منجمان آماتور است که فعالیت اصلی آن رصد نجومی شبانه است. این رویداد، سالانه توسط انجمن نجوم صلیب جنوبی میزبانی می‌شود. مجله آسمان شب بی‌بی‌سی، گردهمایی زمستانی ستاره را به عنوان یکی از ۱۰ گردهمایی نجومی برتر در جهان رتبه‌بندی کرد. گردهمایی زمستانی ستاره اولین بار در سال ۱۹۸۴ توسط تیپی دوریا تأسیس شد.